# 糖度
糖度（とうど）とは、果実や果実飲料では糖含量、ジャム類では可溶性固形分の含量、または、精糖業界では、ショ糖含量の指標となる値である。文脈によって定義が違うことがさらにある。
果実やジャムなどの食品の場合、糖度は試料を糖用屈折計で測定したときの示度で与えられる。糖度はBrix値ともいわれ、糖用屈折計をBrix糖用屈折計とも呼ばれている。一方、砂糖の場合、精糖工業会では旋光糖度計の示度を糖度としている場合がある。
「糖度」という言葉はしばしば果物の甘さの指標としても用いられるが、例えばレモンのように糖度が高くても酸度も高ければそれほど甘くは感じないため、必ずしも糖度の高さが味覚としての「甘味」に直結するとは限らない。

## 定義

### 果実飲料の糖度
果実飲料の糖度は、果実飲料に含まれる果糖、ぶどう糖及びしょ糖などの糖類の含有量を表していて、「果実飲料の日本農林規格」では、 糖度を糖用屈折計で測定し、Brix値（後述）であらわすとしている（単位 °Bx(ブリックス)）。　
果実飲料とは、果実飲料の日本農林規格によれば、濃縮果汁、果実ジュース、果実ミックスジュース、果粒入り果実ジュース、果実・野菜ミックスジュース及び果汁入り飲料のことである。その規格ではその品目の定義に糖用屈折計の示値が一つの要件となっている。ただし単純に果実飲料の糖度で規定されているわけではない。たとえば、リンゴの「濃縮果汁」であるためには加えられた砂糖類、蜂蜜等の糖用屈折計示度を除いた糖用屈折計の示度が20°Bx以上であることが必要である。

#### Brix値
1グラムのショ糖が 20 °C の水溶液100グラムに溶けているとき、その溶液のBrix（ブリックス）値が1度 (°Bx) であるとされ、このショ糖溶液と同じ糖度屈折計の値を示す溶液のBrix値が1°Bxであると定義される。この定義によれば、Brix値は必ずしも試料溶液中のショ糖の質量百分率のことを意味しない。果実等でBrix値が示されるときは、ほぼこの定義に基づいている。ジャムの糖度はBrix値が表示されているが、正確にはこのBrix値にはペクチンなども含まれ、可溶性固形分の含量を表す。ただし、日本農林規格に基づいてBrix値（Brix度）は糖度の表示とともに記載が認められる場合がある。

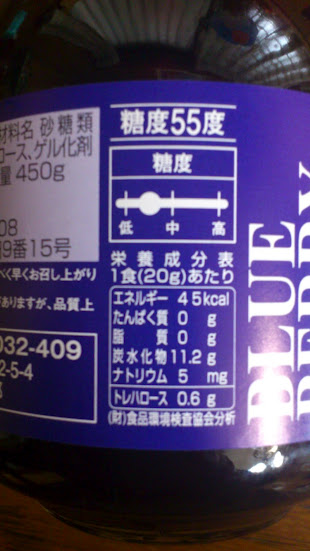
市販ジャムの糖度表示

### 果実の糖度
果実の品質に重要な果汁の甘味の指標として、糖度（Brix値）が用いられている。屈折計による糖度測定では果汁を絞らなければならず全数を測定することはできない。そのため、多数の果実（桃、蜜柑、林檎、梨、トマト、メロンなど）について近赤外分光法を用いて、糖度Brix値を推定する手法が開発されている。

### ジャム類の糖度
ジャム類の瓶に表示される糖度は、日本農林規格(JAS)に基づく、ジャム類品質表示基準に従って糖用屈折計の示度を表示している。　この示度はBrix値であり、ジャム類の農林規格によれば、糖度とは可溶性固形分のことである。

### 糖度と国際糖度
製糖業界では原料農作物中のショ糖濃度を知るために旋光度を測定している場合がある。この旋光性に基づく値は「国際糖度」と呼ばれている。

### その他の食品の糖度や糖含有量
いわゆる人工甘味料製造メーカーで、糖度をそれぞれの糖の重量百分率であるとしているところもある。この場合ショ糖では、Brix糖度と同じ値となるが、その他の糖では同じ値とならない。　
また、果糖とブドウ糖を主な成分とする蜂蜜では、果糖とブドウ糖の合計の含量が糖含有量として品質上重視され、その測定方法(HPLCによる糖類の定量―ヨーロッパはちみつ委員会の統一法)が国際的に定められている(この場合糖度という言葉は使われていない)。

## 測定方法

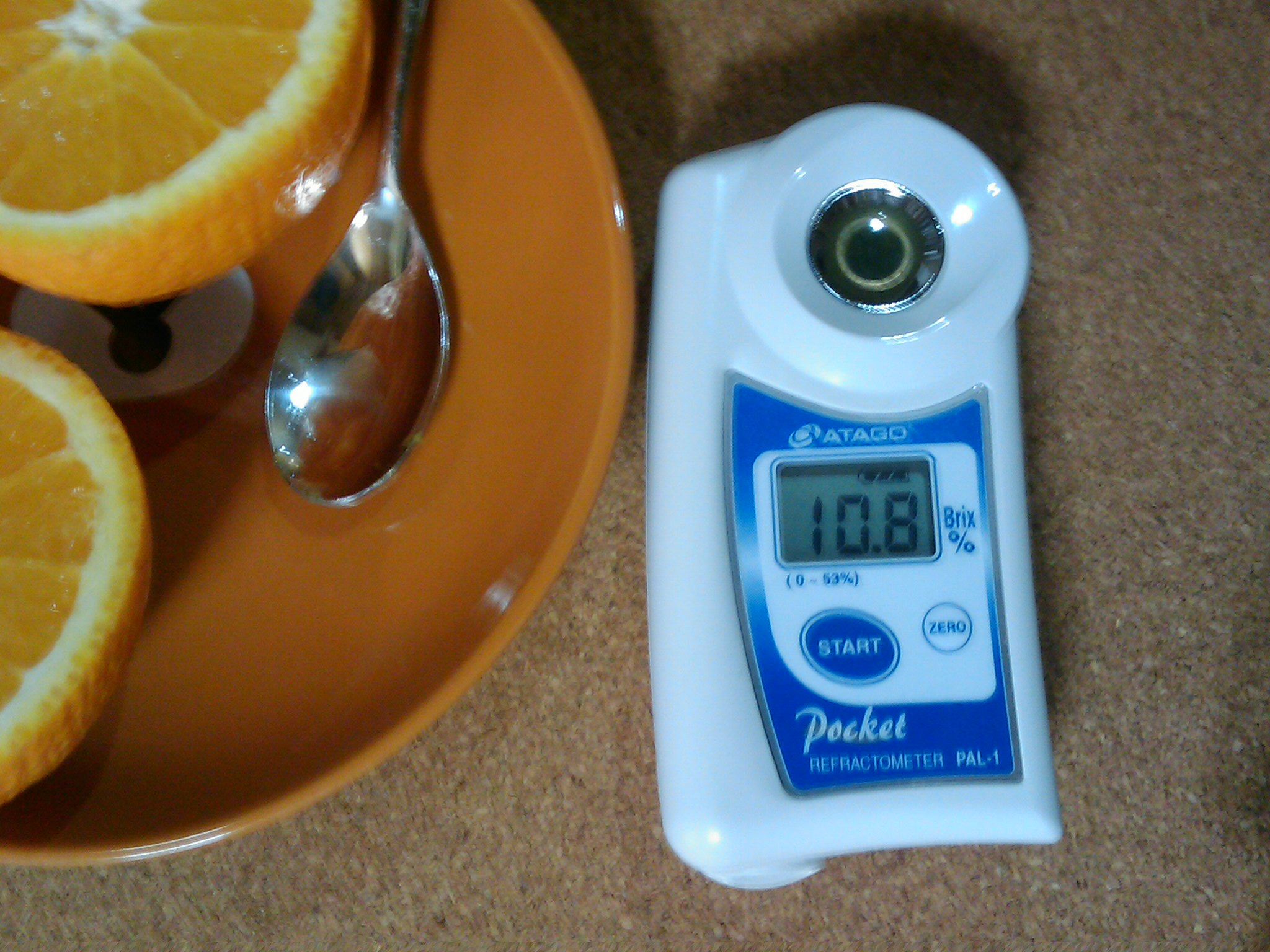
デジタル糖度計の一種

糖度の測定器は糖度計あるいはBrix計と呼ばれる。屈折率を利用して色の境界線にあたる目盛を読み取って測定するもの、あるいはそれをデジタル表示するものがある。また、糖度専用の測定器を用いず、比重や旋光度などを測定することでショ糖濃度を測定し、ここから糖度に換算するという方法もある。

### 屈折率の測定
試料液（測定対象となる液体）に含まれる糖の含有量によって光の屈折率が異なる性質を利用したもの。試料液と、その試料液を置くプリズムとの屈折率の差を測定し、それを糖度として読み取れるようにしたものとなっている。実際には、屈折率を決めるのは密度であるが、果汁を対象とした場合、密度を決定する要素のほとんどが溶解している糖の含有量によるものであることが根拠となっている。構造上、安価なものとすることができ、小型化も容易、携帯性も高いため、糖度計の仕組みとしては多く用いられる。
糖度（ブリックス糖度）は試料液の屈折率そのものでは表されず、20 °C におけるショ糖を含まない水だけの屈折率を0°Bx（屈折率 1.3330）、重量分率1%のショ糖水溶液の屈折率を1°Bx、重量分率10%のショ糖水溶液の屈折率を10°Bx（屈折率1.3478）とする目盛を用いて表示される。 たとえば、同じ糖類であっても、果物に多く含まれる果糖の10%の重量分率の溶液の糖度（ブリックス糖度）は9.89°Bx（屈折率1.3477）となる。また、ジャムに含まれるペクチンなどの水溶性固形分も屈折率に影響を与えるからジャムの糖度（ブリックス糖度がジャムのラベルに表示される場合がある）は必ずしも糖の含有量を意味しない

### 旋光度の測定
ショ糖に光を通すとその光を右に回転させる性質（旋光性）を利用したもの。試料液を通過した光の旋光度を測定することで、ショ糖濃度を算出するという手法である。　甘しゃ糖の品質管理のために従来旋光糖度計が使用されてきたが、近赤外分光分析計による方法が開発され利用され始めている。

### 近赤外線分光測定
分子の官能基は、官能基の種類によってそれぞれ異なる波長の近赤外光を吸収する性質を持っていることを利用したものである。
この原理を食品に応用して、近赤外光を食品に照射して近赤外吸収スペクトルを分析することによって、食品の成分を測定することが行われるようなってきている。果実ジュース、ビスケット、サトウキビではショ糖の分析のために使われる例があり、また、モモ、トマト、ナシ、リンゴ、温州みかんなどの果実では糖度（ブリックス値）の推定のための利用例がある。　
この方法は 非破壊測定であり、食品を壊すことなく測定できるというメリットがある。例えば、屈折糖度計による果実の糖度分析では果汁を絞る必要がありサンプル検査しかできなかったが、この方法では果実を破壊することなく糖度（ブリックス値）推定に使用でき、全数検査も可能である。たとえば、メロンの糖度(Brix値)を近赤外分光法により知る方法も開発されている。　
分光装置の発展から、携帯可能なサイズにまで小型化が進んでいる。

### 比重による測定
ビールやワインの醸造の管理のために、サッカロメーターとよばれる比重を利用した糖度測定の方法もある。この場合主に対象とされる糖はブドウ糖である。

### その他の方法
HPLCによって糖含有量やショ糖含有量を測定することも、ショ糖製造工程の管理のために使用されている